# NGC 2991
NGC 2991 ist eine linsenförmige Galaxie vom Hubble-Typ S0 im Sternbild Löwe auf der Ekliptik. Sie ist schätzungsweise 330 Millionen Lichtjahre von der Milchstraße entfernt.
Das Objekt wurde am 24. Februar 1827 vom britischen Astronomen John Herschel entdeckt.